# Icejet

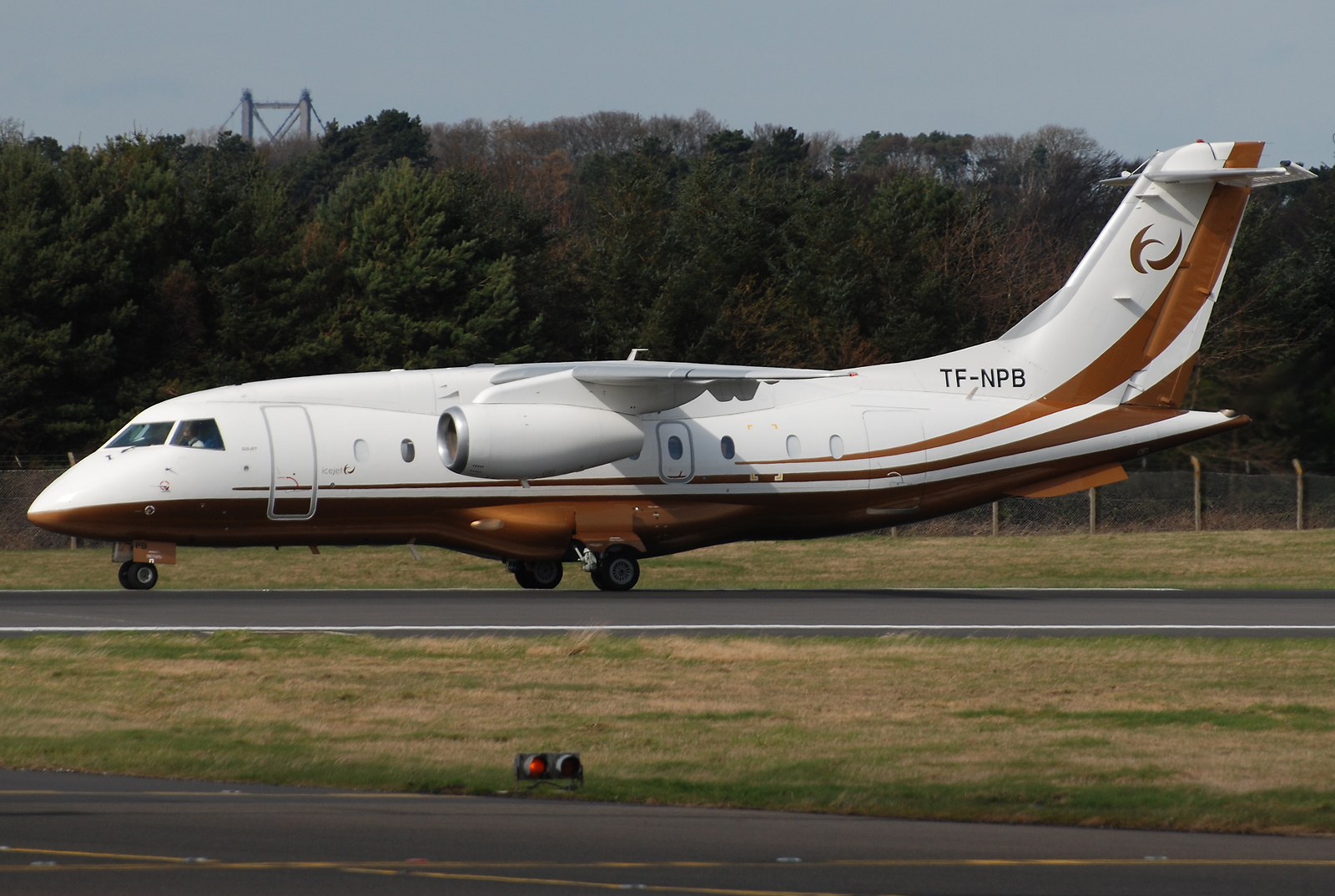
Do 328Jet в аэропорту Эдинбурга в 2009 году

Icejet — исландская чартерная авиакомпания, основанная в 2005 году. Базировалась в аэропорту Рейкьявика, прекратила деятельность в 2010 году.

## История
Авиакомпания начала свою деятельность с одним самолётом.
Из Исландии Icejet летал в такие места, как Шпицберген, к северу от Норвегии, Канарские острова на юге, Россия на востоке и Канада на западе.
В 2009 году Icejet ощутила отсутствие спроса в Исландии из-за кризиса, поэтому самолёты авиакомпании базировались в аэропортах западной Европы: аэропорту Оксфорд, Ле Бурже, Милане.
В апреле 2010 года Icejet получила в управление от Jetсom Aviaton 31-местный самолет Dornier 328Jet, рассчитывая расширить географию полётов и выйти на новые рынки.
25 августа 2010 года авиакомпания прекратила свою деятельность, так как не смогла продлить договор с Landsbanki Íslands, арендодателем своих самолётов. Правительство Исландии решило ликвидировать компанию Landsbanki Íslands, наицонализированную в 2008 году из-за кризиса.

## Флот

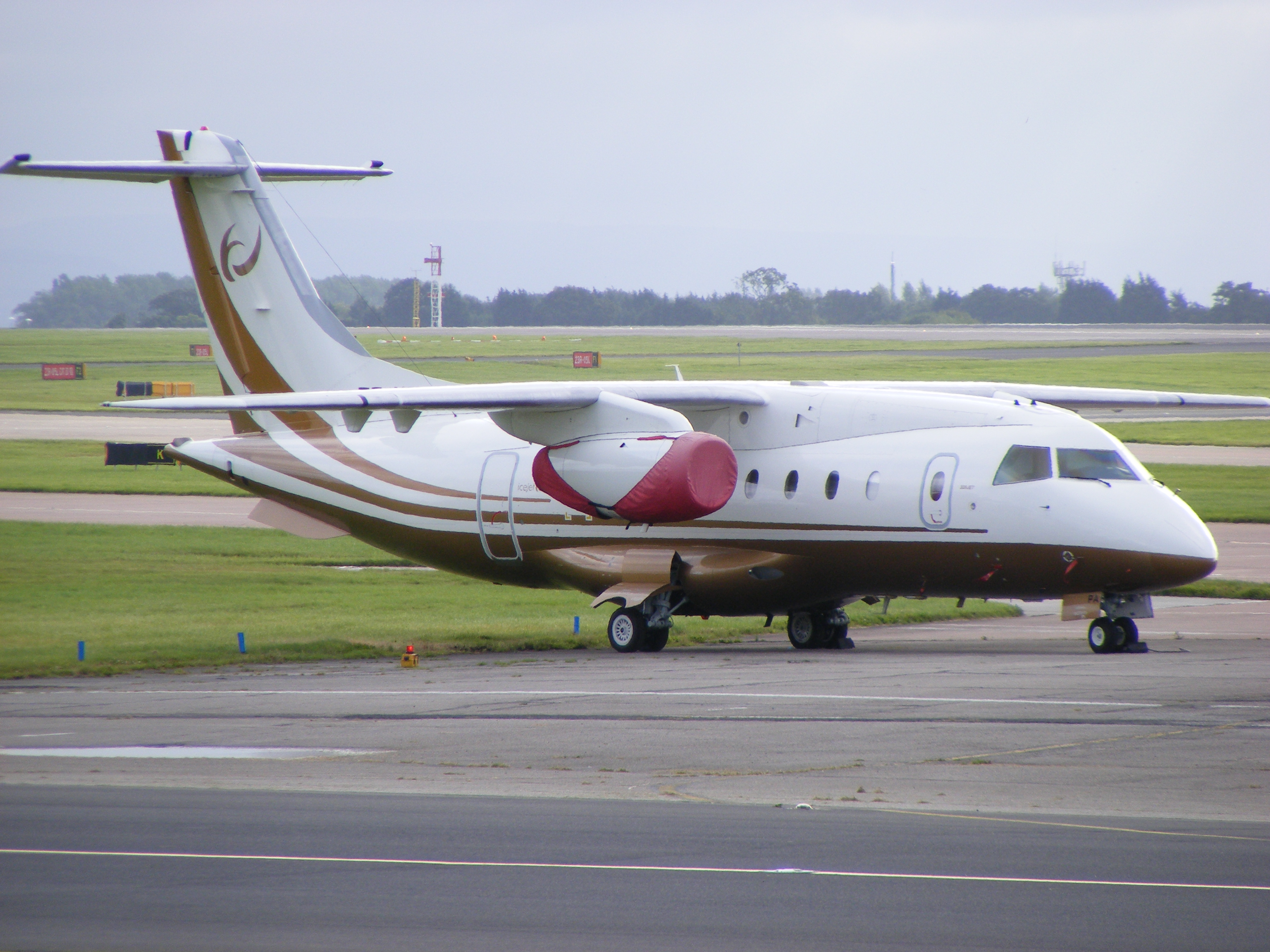
Dornier 328JET на стоянке

Флот авиакомпании состоял из самолётов Fairchild Dornier 328JET, переоборудованных в бизнес-джеты. 
В 2008 году флот Icejet состоял из 5 самолётов этого типа: четыре 14-местных самолёта и один для 19 пассажиров.
К моменту прекращения своей деятельности авиакомпания использовала четыре самолёта.